# Hugh Quarshie
Hugh Quarshie, född 22 december 1954 i Accra, är en ghanansk-brittisk skådespelare.
Quarshie har bland annat medverkat i TV-serien Breeders (2021-2022). Han har även medverkat i filmerna Highlander från 1986 och Book Club: The Next Chapter från 2023.

## Filmografi (i urval)
- 1986 – Highlander
- 1994 – MacGyver: Lost Treasure of Atlantis
- 1995 – She's Out (TV-serie)
- 1999 – Star Wars: Episod I – Det mörka hotet
- 2001 – Conspiracy of Silence
- 2001–2022 – Holby City (TV-serie)
- 2021–2022 – Breeders (TV-serie)
- 2023 – Book Club: The Next Chapter